# Celjska biskupija
Celjska biskupija (lat.: Dioecesis Celeiensis; slov.: Škofija Celje ) je biskupija koja se nalazi u Celju, a podložna je Mariborskoj nadbiskupiji. 

## Povijest
Biskupija je osnovana 7. travnja 2006. izdvajanjem iz Mariborske nadbiskupije

## Biskupi
- Maksimilijan Matjaž (5. ožujka 2021. – danas)
- Stanislav Lipovšek (15. ožujka 2010. – 18. rujna 2018.)
- Anton Stres ↓1 (31. siječnja 2009. – 15. ožujka 2010.)
- Anton Stres (7. travnja 2006. – 31. siječnja 2009.)

## Napomene
1. ↓1 Kao apostolski administrator

## Vanjske poveznice
- Službena stranica
- GCatholic.org
- Catholic Hierarchy